# إسماعيل ولد أحمد
إسماعيل ولد أحمد ولد الشيخ سيديا (من مواليد 29 يناير 1974) سيديا هو صحفي موريتاني اشتهر بعد عمله مذيعا بقنوات beIN SPORTS (الجزيرة الرياضية سابقا) لنحو عشر سنوات، وكان أول مذيع موريتاني بالقناة. حتى استُغني عنه عام 2019 في تسريح كبير أجرته الشبكة لموظفيها بسبب مشاكل مالية.

## بدايته
كانت بداية إسماعيل في التلفزة الوطنية الموريتانية ثم عمل بعد ذلك مراسلا لقناة بي بي سي العربية في موريتانيا قبل أن ينضم لشبكة بي إن سبورت العربية مع انطلاق قناة الجزيرة الرياضية الأخبارية, وهو الآن من أهم مقدمي نشرات الأخبار في القناة, ويقدم إسماعيل في بعض الأحيان بعضا من برامج القناة,